# Ari Hantke
Aribert Hantke, genannt Ari Hantke, (* 17. Mai 1943 in Hirschberg, Niederschlesien) ist ein deutscher Architekt, Filmarchitekt und Szenenbildner.

## Leben und Wirken
Ari Hantke studierte Architektur und Kunst an der Technischen Universität München (TUM) und erwarb den akademischen Grad eines Diplom-Ingenieurs. Anschließend arbeitete er sechs Jahre im Büro des deutschen Architekten Alexander von Branca, für den er u. a. den Zentralbereich der Universität Würzburg realisierte.
1976 begann er seine Tätigkeit als Szenenbildner bei Film und Fernsehen. Als Filmarchitekt und Szenenbildner spezialisierte Ari Hantke sich auf historische Stoffe. Besondere Fähigkeiten erwarb sich Hantke bei der Herstellung technisch-künstlerischer Spezialbauten. Im Laufe seiner 30-jährigen Tätigkeit beim Film gestaltete er die Dekors zu nationalen wie internationalen Filmproduktionen von Franz Xaver Bogner, Dieter Wedel, Carl Schenkel, Bernd Fischerauer, Édouard Molinaro, Michael Herbig, Constantin Costa-Gavras, Claude Zidi, Jean-Jacques Beineix und Volker Schlöndorff. Für seine Arbeit an Schlöndorffs KZ- und Widerstandsdrama Der neunte Tag (2004) wurde Hantke 2005 mit dem Deutschen Filmpreis in der Kategorie „Bestes Szenenbild“ ausgezeichnet. Ab 2005 zog er sich weitgehend von der Filmarbeit zurück.
Neben seiner Tätigkeit für unterschiedliche Medien war Aribert Hantke auch weiterhin in seinem eigenen Architekturbüro in München tätig. Von 1970 (nach anderen Quellen: 1973) bis 2004 war Ari Hantke Mitglied der Bayerischen Architektenkammer. Seit 1976 ist er Mitglied der französischen Architektenkammer (Ordre des Architectes).
Seit 2004 lebt Hantke in Frankreich mit Wohnsitz in Port-Vendres, nahe der spanischen Grenze. In Frankreich ist er überwiegend als Architekt für internationale Auftraggeber tätig. Er realisierte Neubauten, Umgestaltungen und Renovierungen. 2017 beendete er die Restaurierung und Innengestaltung einer Privatvilla des dänischen Architekten Viggo Dorph-Petersen, der um die Jahrhundertwende in der Region Pyrénées-Orientales eine Reihe namhafter Belle-Epoque-Bauten errichtete, darunter das Château de Valmy.
In seiner Freizeit betätigt Hantke sich als Maler und Fotograf. Seine Werke (Gemälde und Fotografien) wurden in Port-Vendres im Centre d'Arts «Le Dôme» vom 21. Juli bis 2. August 2010 ausgestellt. Eine weitere Ausstellung fand im Juni 2012 im Centre d'Arts «Le Dôme» statt. Im Juli 2016 gab eine weitere Ausstellung in der Galerie Marianne in Argelès.
Hantke ist mit der Autorin und Übersetzerin Susanne Reinker verheiratet.

## Filmografie (Auswahl)
- 1976: Peter und Atze, Regie: Karlheinz Freynik
- 1977: Uhrmacher Wandl, Regie: Eberhard Meyer
- 1977: Der Schüchterne, der Feuer fing, Regie: Rolf Basedow
- 1979: Neues aus Transkastanien (Fernsehserie), Regie: Karl-Heinz Freynik
- 1980: Auf halbem Weg, Regie: Dagmar Damek
- 1981: Zeit genug (Fernsehserie), Regie: Franz Xaver Bogner
- 1982: Miras Haus, Regie: Dagmar Damek
- 1982/83: Meister Eder und sein Pumuckl (Fernsehserie), Regie: Uli König
- 1983: Die Unbekannten im eigenen Haus, Regie: Bernd Fischerauer
- 1983: Der Sandmann, Regie: Dagmar Damek
- 1984: Die Dame vom Palace-Hotel (Hôtel Palace), Regie: Édouard Molinaro
- 1984: Der Mann, der keine Autos mochte, Regie: Dieter Wedel
- 1986/87: Die Wiesingers (Fernsehserie), Regie: Bernd Fischerauer
- 1988: Eurocops, Regie: Bernd Fischerauer
- 1989: Schatten der Wüste, Regie: Jürgen Bretzinger
- 1990: Regina auf den Stufen (Fernsehserie), Regie: Bernd Fischerauer
- 1993: Trip nach Tunis, Regie: Peter Goedel
- 1995: Sau sticht, Regie: Heidi Kranz
- 1995: Daniel, Philipp und das Wunder der Liebe, Regie: Axel de Roche
- 1996: Das andere Gesicht, Regie: Dagmar Damek
- 1998: Asterix und Obelix gegen Caesar, Regie: Claude Zidi (französisch-deutsche Koproduktion, chef-décorateur: Jean Rabasse)
- 2000: Erkan & Stefan, Regie: Michael Herbig
- 2000: Mortel Transfert, Regie: Jean-Jacques Beineix (französisch-deutsche Koproduktion, chef-décorateur: Philippe Chiffre)
- 2001: Feindliche Übernahme – althan.com, Regie: Carl Schenkel
- 2002: Erkan und Stefan – Gegen die Mächte der Finsternis, Regie: Axel Sand
- 2002: Der Stellvertreter, Regie: Constantin Costa-Gavras
- 2004: Der neunte Tag, Regie: Volker Schlöndorff
- 2008: U-900, Regie: Sven Unterwald